# Val Divedro
La Val Divedro o Valle del Sempione (Simplontal in tedesco) è una delle sette valli laterali dell'Ossola, situata tra le Alpi Pennine e le Alpi Lepontine.
È attraversata dalla strada statale 33 del Sempione in Italia e dalla strada principale 9 in territorio svizzero. Quest'ultima, valicando il passo del Sempione, collega la Val d'Ossola (parte della Val Padana) alla Valle del Rodano. Pur facendo parte del bacino idrografico del Po (quindi della regione geografica italiana) la Val Divedro è politicamente divisa, approssimativamente in due parti uguali, fra Italia e Svizzera. È solcata dal torrente Diveria, che nasce in territorio elvetico nei pressi del Passo del Sempione per poi confluire nel fiume Toce nelle vicinanze dello svincolo Crevoladossola-Montecrestese (strada statale 33).

## Descrizione
A fondovalle, nei pressi di Crevoladossola (comune che rientra solo parzialmente nella valle) è visibile un ponte napoleonico che nel passato ha giocato un ruolo fondamentale nella regolazione dei collegamenti tra Italia e Svizzera ed è stato oggetto di numerosi dipinti e stampe dell'Ottocento. Inoltre lungo la Strada del Sempione è degno di menzione anche il Ponte Nuovo, ponte romano ricostruito intorno al 1300, dopo la precedente distruzione di un ponte voluto da Augusto.
Nei pressi di Varzo, località turistica, la valle si apre e si dirama la Val Cairasca, dalla quale si può raggiungere la frazione San Domenico, nota per il complesso di impianti sciistici, e il Parco dell'Alpe Veglia e dell'Alpe Devero. L'ultimo abitato prima del confine svizzero è la frazione Iselle di Trasquera, sede della dogana italiana, e il primo paese svizzero è Gondo, che il 14 ottobre 2000 fu colpito da una frana che provocò 13 morti e danni ingenti.
All'altezza di Gondo si apre la Zwischbergental, valle che si incunea nelle Alpi Pennine. Più a monte, all'altezza di Sempione si apre, sempre verso le Alpi Pennine, la Laggintal.

## Geografia fisica

### Monti

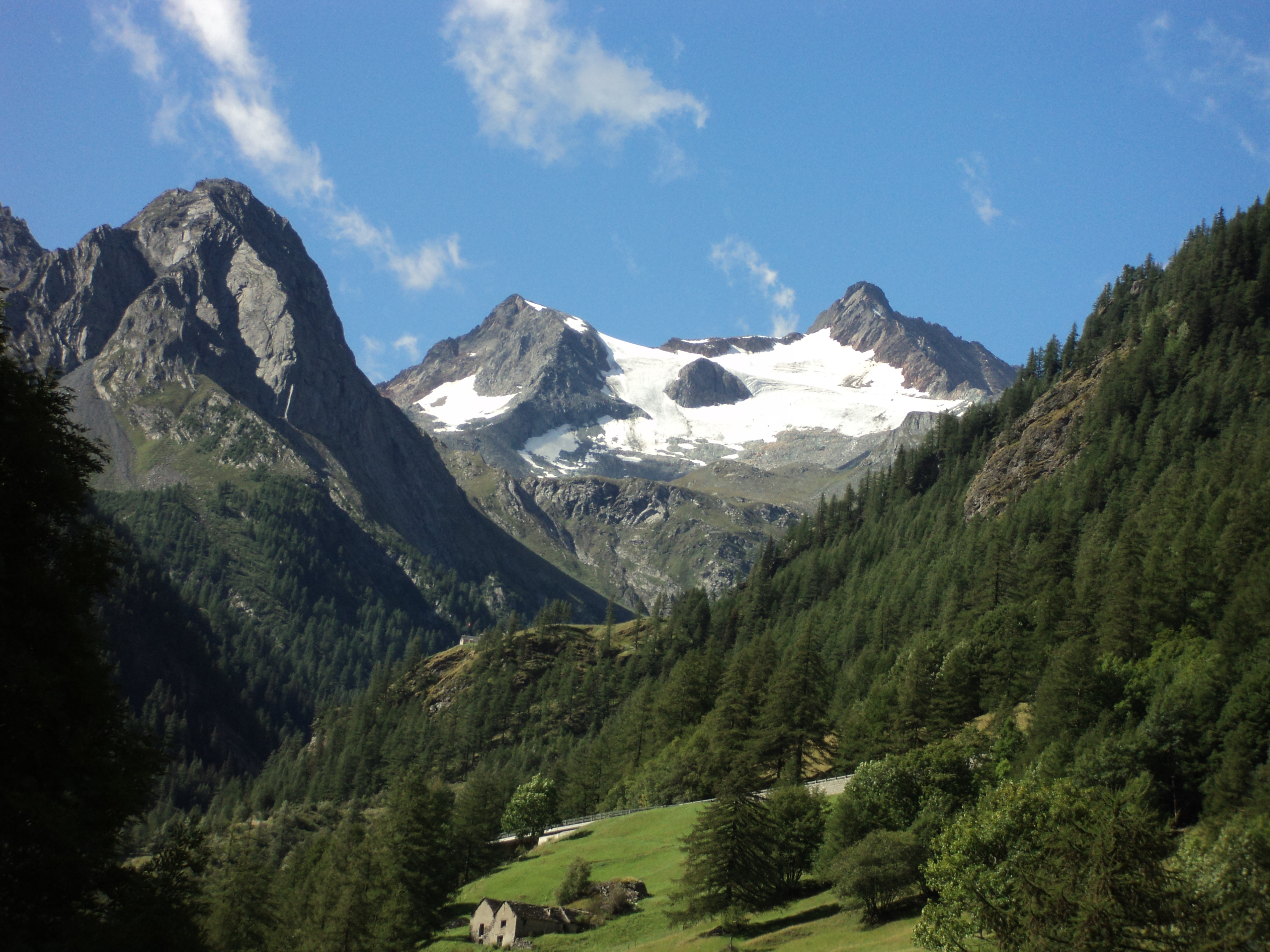
Il Grauhorn (a sinistra) ed il Tällihorn (a destra) con il ghiacciaio del Tälligletscher visti dall'altezza di Sempione.

I monti principali che contornano la valle sono:
- Weissmies - 4.023 m
- Lagginhorn - 4.010 m
- Fletschhorn - 3.993 m
- Monte Leone - 3.552 m
- Tällihorn - 3.447 m
- Pizzo Diei - 2.906 m
- Monte Cistella - 2.880 m
- Punta Valgrande - 2.856 m
- Punta Giezza - 2.658 m
- Pizzo Pioltone - 2.610 m

### Torrenti
- Torrente Diveria
- Torrente Cairasca
- Grossus Wasser
- Riale del Confine

## Demografia dei Comuni
Nel dettaglio fanno parte della Val Divedro i seguenti 4 comuni (2 italiani, 2 svizzeri):

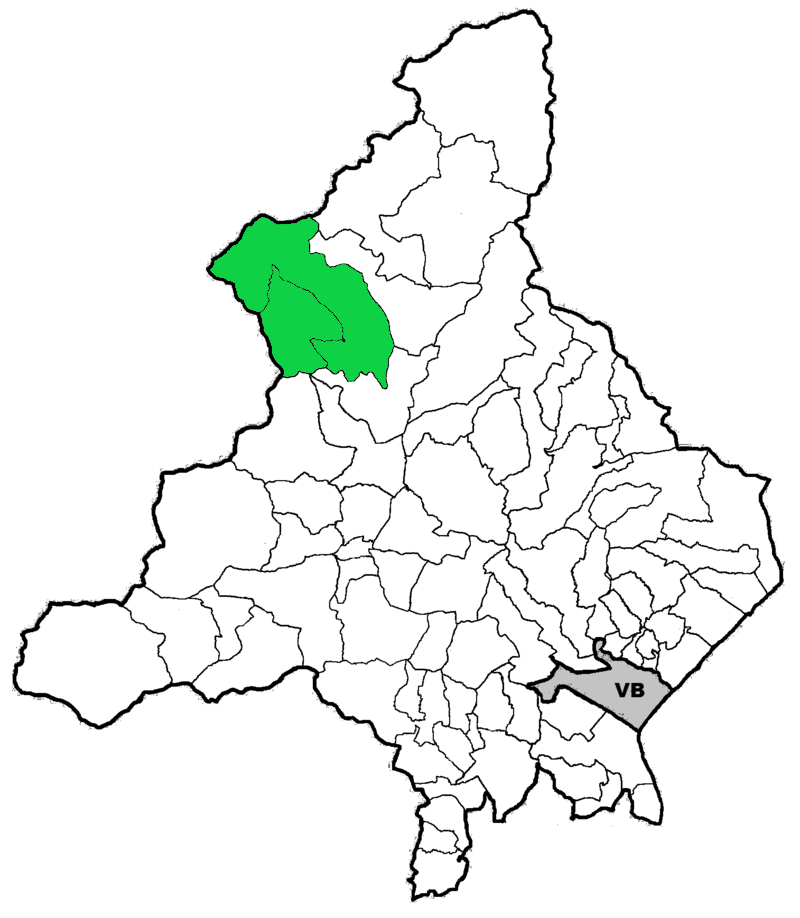
La Val Divedro (in verde) nel VCO

| Posizione    | Stemma | Città            | Nazione  | Popolazione (ab) | Superficie (km²) | Densità (ab/km²) | Altitudine (m s.l.m.) | Altitudine Minima (m s.l.m.) | Altitudine Massima (m s.l.m.) |
| ------------ | ------ | ---------------- | -------- | ---------------- | ---------------- | ---------------- | --------------------- | ---------------------------- | ----------------------------- |
| 1º           |        | Varzo            | Italia   | 2 017            | 93,77            | 21,5             | 568                   | 370                          | 3563                          |
| 2º           |        | Sempione/Simplon | Svizzera | 309              | 90,90            | 3,40             | 1476                  | 999                          | 4023                          |
| 3º           |        | Trasquera        | Italia   | 175              | 39,60            | 4,42             | 1100                  | 535                          | 2856                          |
| 4º           |        | Zwischbergen     | Svizzera | 78               | 86,10            | 0,91             | 1359                  | 792                          | 3948                          |
| Totale Valle | –      | –                | –        | 2579             | 310,37           | 8,31             | -                     | 370                          | 4023                          |